# Scilla ciliata
Scilla ciliata är en sparrisväxtart som beskrevs av John Gilbert Baker. Scilla ciliata ingår i släktet blåstjärnesläktet, och familjen sparrisväxter. Inga underarter finns listade i Catalogue of Life.